# Neuvy-le-Roi
Neuvy-le-Roi is een gemeente in het Franse departement Indre-et-Loire (regio Centre-Val de Loire). De plaats maakt deel uit van het arrondissement Tours. Neuvy-le-Roi telde op 1 januari 2022 1.061 inwoners.

## Geografie
De oppervlakte van Neuvy-le-Roi bedroeg op 1 januari 2022 47,5 vierkante kilometer; de bevolkingsdichtheid was toen 22,3 inwoners per km².

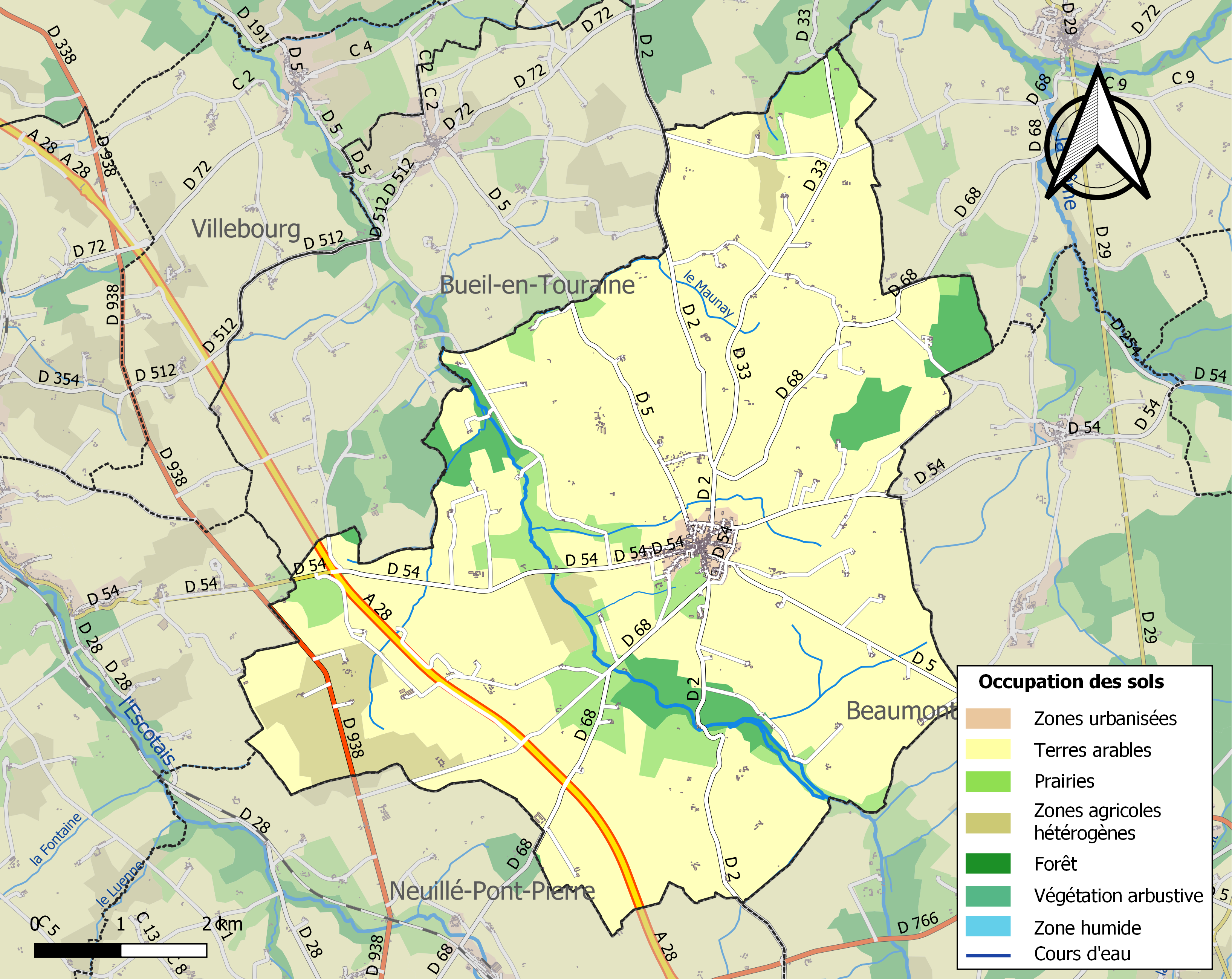
Kaart van de gemeente met belangrijkste infrastructuur, bodemgebruik en omliggende gemeenten

## Demografie
Onderstaande figuur toont het verloop van het inwonertal (bron: INSEE-tellingen).